# Beteta
Beteta – gmina w Hiszpanii, w prowincji Cuenca, w Kastylii-La Mancha, o powierzchni 115,35 km². W 2011 roku gmina liczyła 338 mieszkańców.